# Similiparma lurida
Similiparma lurida, comummente conhecido como castanheta-ferreira, é uma espécie de peixe da família Pomacentridae.

## Nomes comuns
Dá ainda pelos seguintes nomes comuns: castanheta (não confundir a Abudefduf saxatilis, nem com a Chromis limbata, que com ela partilham este nome), castanheta-preta e castanheta-azul.

## Descrição
É um peixe com olhos de grade dimensão, de coloração que varia entre preta a preta acastanhada, sendo a parte ventral de coloração mais clara e apresentando matizes azulados brilhantes, mormente sob a forma de ocelos junto à cabeça e às barbatanas.  A barbatana da cauda, depois da furca, conta com dois lobos arredondados, ao passo que, por seu turno, as barbatanas peitorais são dotadas de uma mancha azul.
Os peixes jovens podem apresentar riscas laterais no corpo. Na época de reprodução, existe dimorfismo sexual.

## Distribuição
A sua área de distribuição corresponde ao Oceano Atlântico oriental, nomeadamente no Arquipélago da Madeira, Arquipélago dos Açores, Canárias, Cabo Verde e Senegal.
É uma espécie de peixe marinho, com associação a recifes, de regiões subtropicais, que pode atingir até 20 cm de comprimento.

### Habitat
Habitam áreas rochosas, onde no fundo (entre a não mais de 25 metros de profundidade) depositam os seus ovos em ninhos, que são vigiados ciosamente pelo macho. Os juvenis são encontrados junto à costa, em poças de maré. Alimentam-se de algas e pequenos invertebrados.